# Паровий фрегат

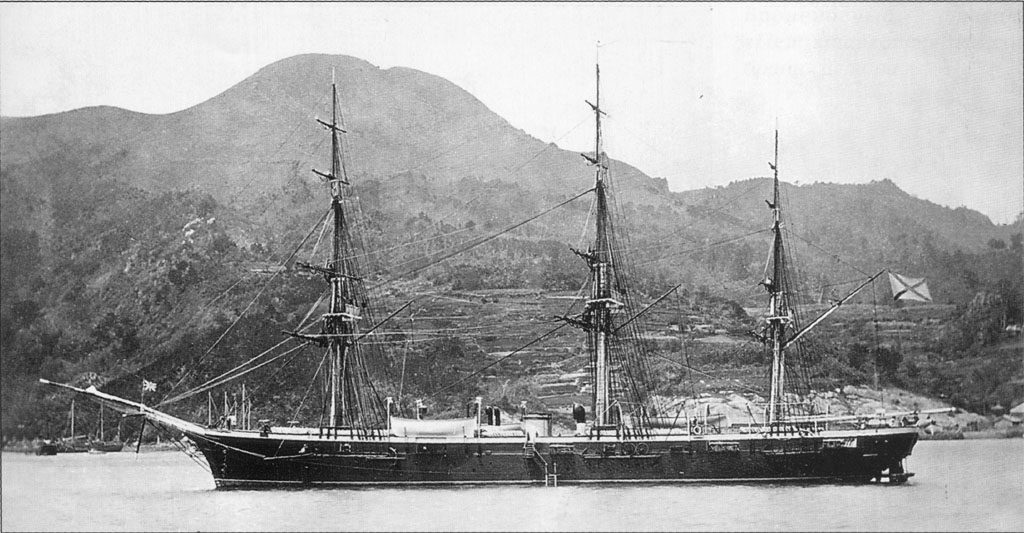
Російський паровий корвет «Витязь»

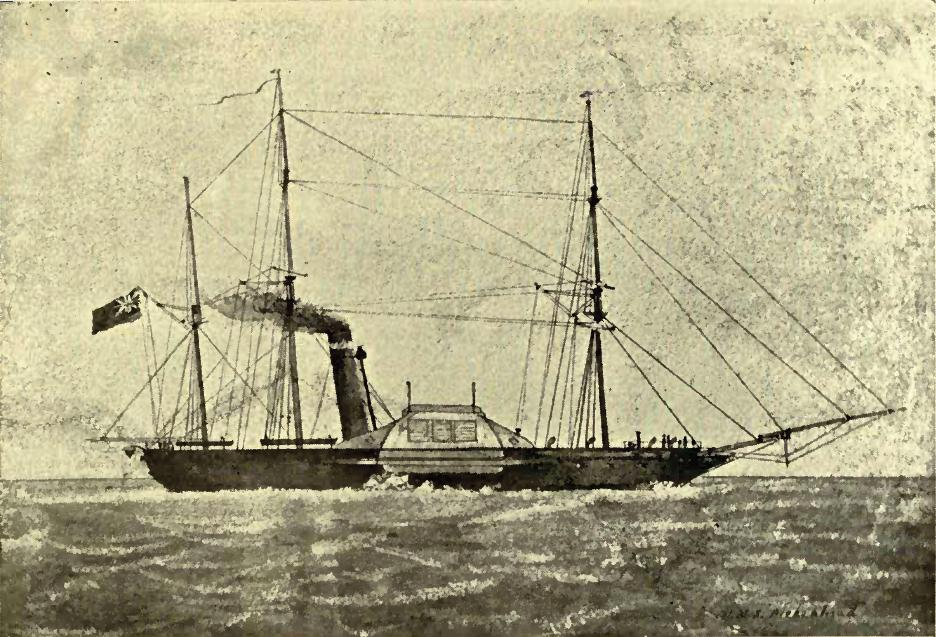
HMS Birkenhead був закладений як паровий фрегат, але отримав гвинтовий рушій перед спуском у 1845.

Паровий фрегат (менші судна мали назву парові корвети та парові шлюпи) — були бойовими кораблями з паровими машинами. Першими кораблями з паровими машинами були традиційні фрегати, корвети та шлюпи. Парові фрегати з гребними гвинтами називалися гвинтовими фрегатами.

## Еволюція
Першим судном, яке можна вважати паровим бойовим кораблем, стало Demologos, яке спустили у 1815 для ВМС США.

### Бойові кораблі з гребними колесами
З початку 1820-х ВМС Великої Британії розпочали будівництво невеликих парових бойових кораблів, у тому числі озброєні буксири HMS Comet та HMS Monkey, а з 1830-х з паровими суднами почали експериментувати флоти Америки, Росії та Франції. Перше покоління парових бойових кораблів називали «колісними бойовими кораблями» (фрегати, шлюп, канонерки тощо), тому що вони мали колісні рушії з обох бортів або в кормі. Кораблі мали великі гармати, які загалом були встановлені на одній палубі (хоча деякі великі колісні бойові кораблі мали дві гарматні палуби). Ряд випробувань Адміралтейства довів, що колісні рушії менше надійні, ніж гвинти і більш вразливі від вогню, тому з кінця 1840-х флоти почали створювати гвинтові бойові кораблі. Колісні фрегати використовували під час опіумних воєн, американо-мексиканської війни, кримської війни та громадянської війни в США, але до 1870 більшість з них було списано або продано цивільним компаніям.

### Гвинтові бойові кораблі
Гвинтові бойові корабля були дуже схожі на традиційні вітрильні кораблі і будувалися з паровими машинами та гвинтами як рушіями. При цьому кораблі мали повне вітрильне озброєння, через консерватизм та малу кількість вугільних станцій по всьому світу, останнє було дуже важливим для фрегатів, які часто оперували незалежно у віддалених частинах світу. Такі 'гвинтові фрегати', спочатку будували з дерева, а пізніше з заліза. Вони виконували традиційну роль фрегатів до кінця 19-го століття. Лише дві країни, Франція та Велика Британія, будували флоти з дерев'яних парових гвинтових лінкорів, крім того вони побудували деяку кількість гвинтових фрегатів.
З 1859 на фрегати та лінійні кораблі стали додавати броню. Через додаткову вагу броню ці перші панцерники могли мати одну гарматну палубу, а тому технічно вони були фрегати і навіть через це вони були потужніші за існуючі вітрильні лінійні кораблі і виконували таку саму роль. Вираз «броньовані фрегати» використовували ще деякий час для позначення панцерників з бортовим залпом і вітрильним озброєнням. Деякий час вони були найпотужнішими типами суден.
До кінця 19-го століття термін «фрегат» вийшов з вжитку. Броньовані кораблі отримали позначення «лінкори» або «панцерні крейсери», у той час як не броньовані кораблі, в тому числі фрегати та шлюпи, класифікувалися як «неброньовані крейсери».

## Зразки які збереглися
Єдиним гвинтовим фрегатом який зберігся є данський Jylland. Також зберігся британський «броньований фрегат» Warrior.